# Hammarby IF RF
Hammarby IF Rugbyförening är den svenska idrottsföreningen Hammarby IF:s rugbysektion.
Hammarby IF Rugbyförening bildades utifrån SURK, Stockholm Universitets Rugby Klubb år 2000. SURK har anor 1992 och startades av Alexander Mason och redan året därpå spelades de första matcherna. År 1998 gick KTH Rostratus RK, alltså den rugbyförening som dittills varit aktiv vid Kungliga tekniska högskolan, upp i SURK. Spelartruppen bestod av spelare från en mängd länder såsom till exempel Frankrike, Spanien, Portugal, Australien, England, Kanada, Sydafrika och Sverige. SURK hade en sägenomspunnen klubblokal längst bort på campus vid Stockholms universitet.
Då grundstommen i SURK avslutat sina studier vid universitetet och det visade sig svårt att rekrytera nya spelare ur den akademiska världen, beslutade man sig år 2000 för att söka sig in under Hammarbys IF paraply. År 2002 blev Hammarby IF RF svenska mästare i 10-mannarugby och året därpå hade föreningen tillräckligt spelarunderlag för att hålla sig med både ett A- och ett B-lag. Ett stort antal elitspelare lämnade föreningen Stockholms Exiles och sökte sig till Hammarby IF RF och detta har i stor mån legat till grund för föreningens inledande framgångar.
Hammarby har sedan 2006 spelat i högsta serien i Sverige och har ett SM-silver 2010 som bästa placering i XV-manna SM. Högsta placering i VII-manna SM är även det silver (2011, 2012 och 2018). 
Klubben förser både VII och XV landslagen med spelare, 2012 spelade 10 spelare från klubben i Sveriges herrlandslag i en officiell landskamp. Klubbens kändaste spelare är Kanogo Njuru som är en av två svenskar som spelat för the Barbarians.
Sedan 2009 har klubben också börjat bygga upp ungdomsverksamhet under ledning initiativtagaren Jan-Erik "Chip" Engström. 
Efter ett år i Division 1 2015 så gjorde Hammarby Rugby comeback i Allsvenskan 2016 och tog SM - Brons i XV manna rugby efter att ha besegrat Södertälje RK med totalt 52-26 ( 31-14, 21-12 ). 
Säsongen spelar A-laget i Division 1 i XV och XII och vann silver i Helsingborg. 
Föreningen spelar sina hemmamatcher på Gubbängsfältets rugbyplaner söder om Stockholm.
2018 startade man upp damlag i Föreningen och damlaget är anmäld till seriespel i 15 manna och 7 manna säsongen 2020.